# Just Say No

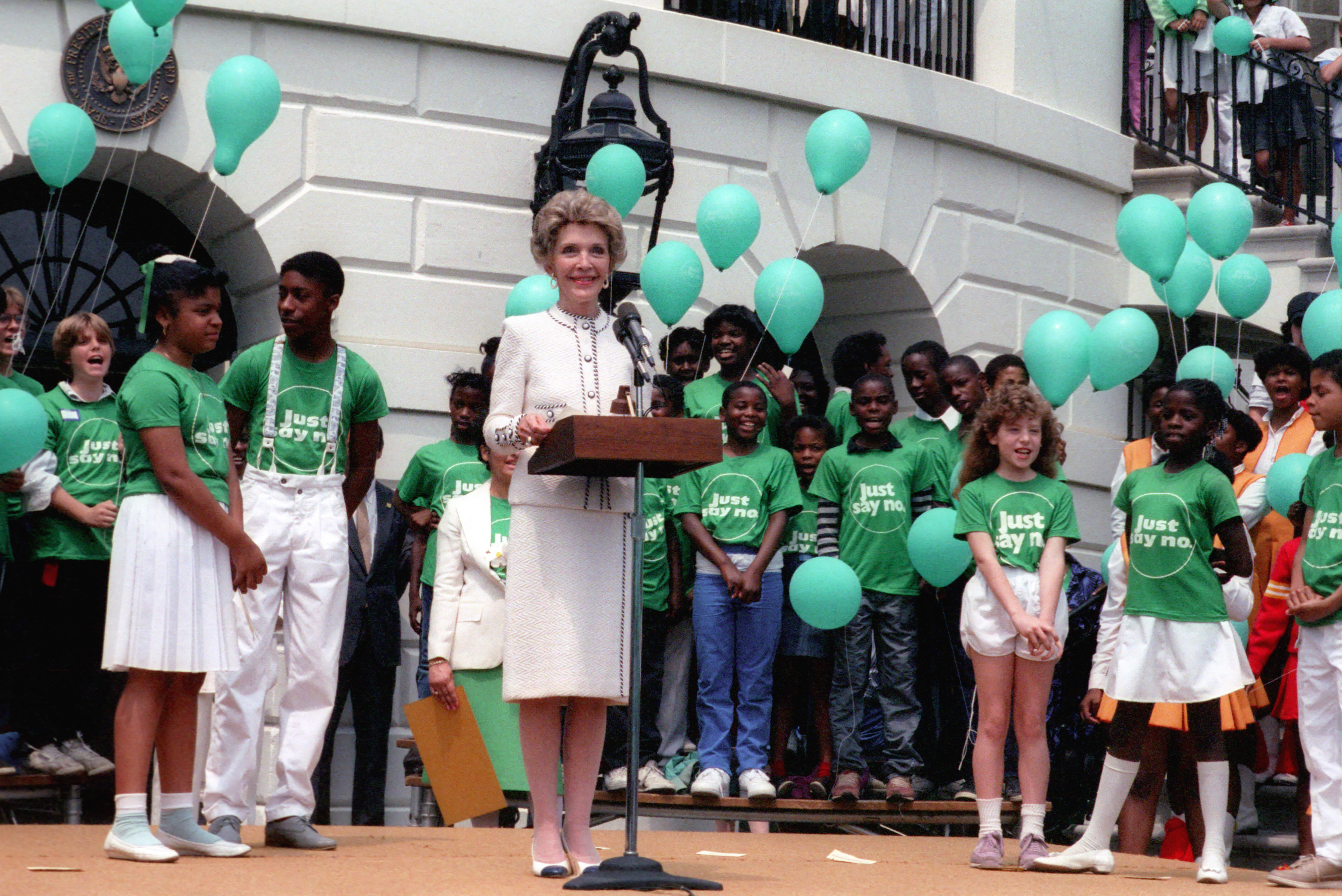
Đệ Nhất Phu nhân Nancy Reagan tại một hội "Just Say No" tại Nhà Trắng năm 1986

"Just Say No" (tiếng Anh của "Hãy Nói Không") là một chiến dịch quảng cáo TV thuộc về "Chiến dịch chống ma túy" (War on Drugs) của Hoa Kỳ và thường xuất hiện vào thập niên 1980 và đầu thập niên 1990, để can ngăn trẻ em xài ma túy bằng cách đưa ra nhiều cách trả lời "KHÔNG" khi người khác muốn cho ma túy. Từ từ, phạm vi "Just Say No" mở rộng để cũng chống bạo lực, tình dục trước hôn nhân, hút thuốc lá và những điều xấu khác có thể có liên quan đến trẻ em. Người nghĩ ra và đấu tranh cho phương châm này là cựu Đệ Nhất Phu nhân Hoa Kỳ Nancy Reagan, sau khi bà thăm nhà phục hồi Daytop Village ở Thành phố New York.
"Just Say No" qua bên Anh và trở thành câu nói thường xuyên do chiến dịch "Drugwatch" năm 1986 của BBC; chiến dịch đó tập trung vào một cốt truyện về nghiện bạch phiến trong Grange Hill, một chương trình cho trẻ em trên TV. Các diễn viên trong chương trình đó hát lại bài hát gốc của chiến dịch Mỹ theo kiểu nhạc rap, và bài hát này lên tới bảng Top 10 của Anh.
Chiến dịch này xâm nhập văn hóa đại chúng Mỹ khi những chương trình TV như là Diff'rent Strokes và Punky Brewster ra những số nói về chiến dịch. Năm 1987, La Toya Jackson trở thành người phát ngôn của chiến dịch và hát bài mang tên "Just Say No" với hãng thâu nhạc Anh Stock Aitken Waterman, nhưng vào những năm sau, bà không còn tham gia chiến dịch đến độ vì muốn giữ nhân cách khiêu dâm hơn.
Chiến dịch này bị chỉ trích vì đánh giá thấp mức độ dùng ma túy ở nước Mỹ và vì giảm bớt cách giải quyết vấn đề này thành một khẩu hiệu quá đơn giản. Từ từ, chiến dịch này bị châm biếm nhiều. Không có chứng cớ rằng ma túy được xài hay buôn bán ít hơn trong những năm cao nhất của chiến dịch, và có người cho rằng mức độ xài ma túy đã lên nhiều sau những năm đó. Tuy nhiên, cũng có người cho rằng chiến dịch đã đạt đến mục đích đầu tiên là can ngăn nhiều người nghĩ đến xài ma túy trước hết. Ngược lại, nhiều trong những diễn viên trẻ mà đóng vai trong chiến dịch này, như là Drew Barrymore, Corey Haim, Corey Feldman, và những diễn viên trong Grange Hill, xài ma túy hồi đang đóng trong quảng cáo hay về sau.